# Lienardia cardinalis
Lienardia cardinalis é uma espécie de gastrópode do gênero Lienardia, pertencente a família Clathurellidae.